# Letadlový křižník

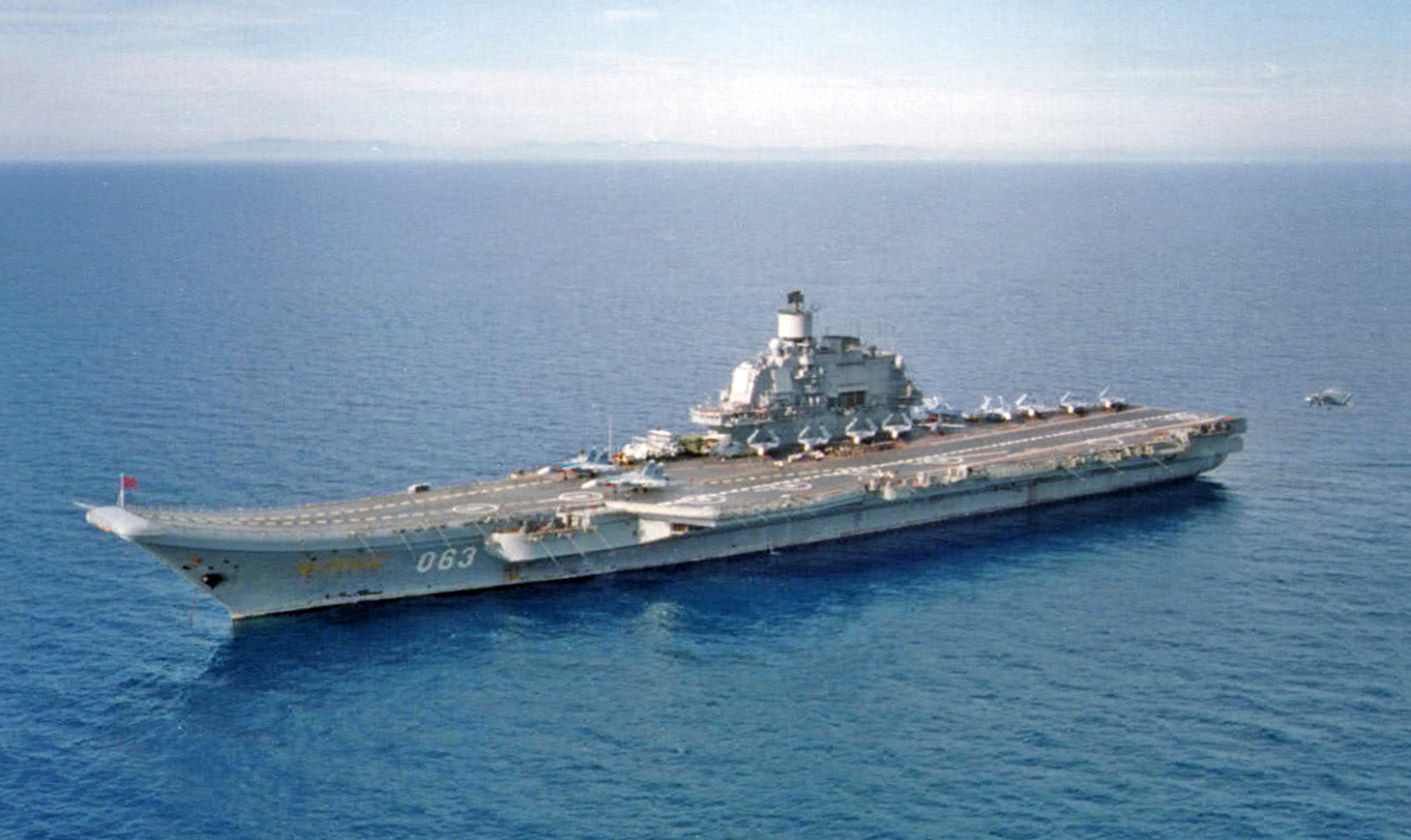
Ruská letadlová loď Admiral Kuzněcov v roce 1996

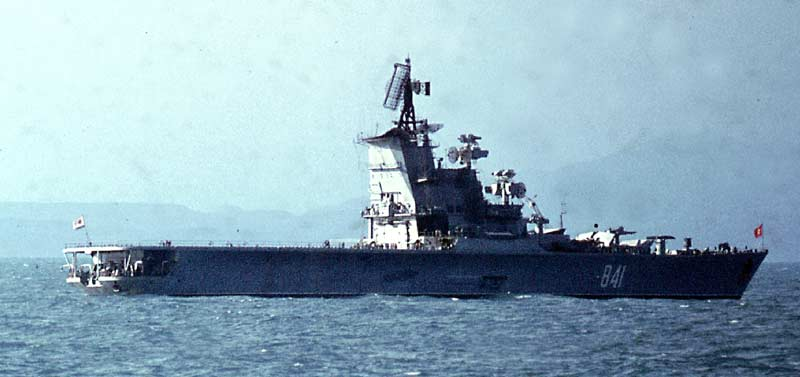
I vrtulníkové křižníky třídy Moskva byly v Rusku označovány jako letadlové křižníky.

Letadlový křižník je označení pro velké válečné lodě z druhé poloviny 20. století představující jakýsi mezistupeň mezi letadlovou lodí a křižníkem.
Toto označení se prakticky používá pouze u sovětských letadlových lodí.
V ruské vojenské terminologii se pojem letadlová loď používá výhradně pro zahraniční (neruské) letadlové lodě, tedy válečné lodě určené výlučně jako nosiče námořních letadel a nevybavené žádnou těžkou výzbrojí. Pro ruské letadlové lodě se používá oficiální název – Avianosnyj Krejser nebo Aviacionnyj Krejser (AvKr), prostě letadlový křižník. Loď Admiral Kuzněcov a všechny lodě tříd Krečet a Kreml (Projektu 1143 Krečet a 1143.5 Kreml) jsou vedeny jako těžké letadlové křižníky (TAvKr).
Důvodů pro takové označení je několik. Prvním z nich je výrazný koncepční rozdíl mezi západními (americkými) a ruskými letadlovými loděmi. Ruské lodě jsou skutečné hybridy letadlových nosičů a křižníků, protože nesou i těžké zbraně (velké protilodní rakety, velké protiletadlové rakety a výkonná torpéda). 
Druhý důvod je čistě praktický. Sovětské loděnice byly umístěny na pobřeží Černého moře. Každá loď, která se chtěla dostat do Středozemního moře (a dále), musela proplout tureckou úžinou Bospor. Podle konvence z Montreux z roku 1936 však Bosporem žádné letadlové lodě proplouvat nesmějí. Rusové tedy vždy žádali o povolení plavby pro své „letadlové křižníky“.
Další důvod byl ideologický. Americké letadlové lodě byly vždy označovány za agresivní nástroj imperialismu a proto bylo obtížné vysvětlit, že si SSSR najednou stejné pořizuje.  